# 윈체스터 칼리지
윈체스터 칼리지(Winchester College)는 1382년 설립되어 유구한 전통을 자랑하는 영국의 남자 기숙 사립학교이다. 햄프셔주 윈체스터에 위치하고 있다.